# Антон Подбевшек
Антон Подбевшек (словен. Anton Podbevšek; 13 липня 1898 року — 14 листопада 1981) — словенський поет і есеїст. Він вважається першим словенським письменником-авангардистом.

## Біографія
Він відвідував гімназію в Новому місті разом з Міраном Ярком та Леоном Штукль, в юності також співпрацював з Божидаром Якком, Фран Альбрехтом та Маріо Когодже, які інколи супроводжували його під час декламаційних виступів на фортепіано.
Він почав писати рано, але поступово відійшов від класичних форм поезії (єдині дві класичні поеми поета присвячені дружині і є взірцем інтимістичної поезії) і своїм дебютом спровокував прорив у літературній традиції. У 1920 році він був одним з головних ініціаторів та співавторів «Новоміської весни».
Він співпрацював над журналами авангардних «Трие лабоді» та «Рдечі», його єдиний том поезії «Человек з бомбами» був опублікований у 1925 році, попри те, що він був завершений та підготовлений до друку ще в 1921 р. Після публікації тому Подбевшек не публікував середина 1960-х, коли він був чітко натхненний народженням словенського модернізму і знову почав писати й планувати томик Чловека з бомбами.Пізніше він відмовився від своїх планів, ймовірно, за спонуканням Йосипа Відмара, який, попри свою первісну позитивну думку, пізніше публічно виступив проти авангардного мистецтва і відійшов від авангардистського канону у своїй творчості. Подбевшек помер у 1981 р. У Любляні. У Новому місті театр був названий на його честь (Антон Подбевшек глядачів) та вулиця (Подбевшкова вулиця).

## Творчість
Антон Подбевшек розпочав першу радикальну фазу словенського історичного авангарду і є його головним представником. У поетичних творах він відмовився від усталених поетичних методів і використав вільний вірш, буквальність і телеграфний стиль, а також незвичну образність.
Характерним у його віршах є так званий титанічний ліричний сюжет, який походить від новоромантичного ліричного суб’єкта з рисами надлюдини Ніцше та пантеїзму Вітмена. Крім того, вірші мають сильну експресіоністичну тональність.
Варто зазначити, що підхід Підбевшки до війни був іншим, ніж у футуристів, у кращому випадку неоднозначним. Це, мабуть, випливало з досвіду Першої світової війни, коли його призвали на фронт у 1917 році. Своєю роботою Підбевшек сильно вплинув на друге покоління авангарду, особливо Сречко Косовель та словенських конструктивістів (які згодом навмисно віддалилися від нього), а потім словенських модерністів, включаючи Томаша Шаламуна.
Підбевшек стверджував, що в молодості він писав і спалював більше томів поезії, в яких він випробовував традиційні форми, як він стверджував, він зупинився на бароковій художній пісні, що, звичайно, вплинуло на його пізніші твори. Перший вірш, збережений Підбевшеком Гіпотеза болнега королевича датується 1912 р., Коли поетові було лише 14 років. Його перша спроба опублікувати власний твір вважається початком словенського історичного авангарду.
Це серія чітко футуристичних віршів Жолти, яку поет надіслав у 1915 р. До редакції щомісячного «Ljubljanski zvon», Однак тодішній редактор Янко Шлебінгер відкинув публікацію твору, назвавши його "безсоромним приниженням мови" та "колекцією ребусів". Сам цикл складається з коротких, двоскладових віршів, в яких поет у першій частині висуває тезу, у другій він її розглядає і зрештою відкидає.
Стилістично на вірші сильно впливає футуризм (що зменшиться в його пізніших віршах), оскільки поет уникає використання прикметників і залишає прийменники. Вірш вільний (хоча вірші римуються, але рими приховані та нелогічні), поет вигадує нові слова, які іноді безглузді, щоб отримати навмисне уявну риму.
Слід підкреслити, що Підбевшек у своїх віршах ніколи не був політично залучений, його політичні погляди спочатку були анархістськими, а пізніше він почав схилятися до соціалізму.